# 絵本 (キンクスの曲)
「絵本」（えほん、Picture Book）は、イギリスのロックバンド、キンクスの楽曲。作詞作曲はレイ・デイヴィスが手がけた。1968年に発売された『ヴィレッジ・グリーン・プリザヴェイション・ソサエティ』のA面3曲目に収録された。同年11月にオーストラリアでシングル・カットされたのち、1969年1月8日にシングル盤『スターストラック』のB面に収録された。

## 背景
本作の原題「Picutre Book」は、邦題である「絵本」の意を持つ英単語だが、本作は写真帳を題材とした楽曲。リディア・ハッチンソンの著書によると、デイヴィスはかねてより写真帳をテーマとした楽曲を制作することを考えていたとのこと。
レコーディング時、ドラマーのミック・エイヴォリーはスネアドラムからスネアを外して録音を行った。

## リリース・評価
本作は1968年11月22日に発売されたキンクスの6作目のオリジナル・アルバム『ヴィレッジ・グリーン・プリザヴェイション・ソサエティ』のA面3曲目に収録された。同月にオーストラリアでシングル盤として発売され、B面には「スターストラック」が収録された。
デンマークでは1968年12月に発売されたシングル盤『ヴィレッジ・グリーン・プリザヴェイション・ソサエティ』のB面曲として、アメリカでは1969年1月8日に発売されたシングル盤『スターストラック』のB面曲としてリカットされた。
オールミュージックのスチュアート・メイソンは、「アルバムが持つ歪んだ郷愁を取り入れられた、デイヴィスの最高の作品の一つ」「比較的落ち着いた雰囲気をもつアルバムで、心を揺さぶられた楽曲の一つ」と評価している。
2000年にグリーン・デイが「ウォーニング」を発表した際に、本作のギターリフと類似していることが指摘された。

## 演奏
- レイ・デイヴィス - リード・ボーカル、アコースティック・ギター[2]
- デイヴ・デイヴィス - エレクトリック・ギター[2]
- ピート・クウェイフ - ベース[2]
- ミック・エイヴォリー - ドラムス[2]

## メディアでの使用
2004年にヒューレット・パッカードのテレビCMで使用されたのち、2019年に放送されたGoogle Pixel3のテレビCMで本作が使用された。

## 収録アルバム
- ヴィレッジ・グリーン・プリザヴェイション・ソサエティ
- キンクス・アンソロジー1964-1971